# Liste de banques en Turquie
Ceci est une liste de banques en Turquie,.

## Liste
| Nom                  | Forme juridique                      | Propriétaire                                                        | Fondation | Cotation |
| -------------------- | ------------------------------------ | ------------------------------------------------------------------- | --------- | -------- |
| ABank                | Société anonyme (A.Ş.)               | The Commercial Bank of Qatar                                        | 1991      | ISE-100  |
| Akbank               | Société anonyme (A.Ş.)               | Sabancı Holding                                                     | 1948      | ISE-100  |
| Denizbank            | Société anonyme (A.Ş.)               | Sberbank                                                            | 1938      | ISE-100  |
| Garanti Bankası      | Société anonyme (A.Ş.)               | Doğuş Holding                                                       | 1946      | ISE-100  |
| Şekerbank            | Société anonyme commerciale (T.A.Ş.) | Aucun                                                               | 1954      | ISE-100  |
| Türk Ekonomi Bankası | Société anonyme (A.Ş.)               | BNP Paribas                                                         | 1927      | ISE-100  |
| Türkiye İş Bankası   | Société anonyme (A.Ş.)               | État turc                                                           | 1924      | ISE-100  |
| Yapı Kredi Bankası   | Société anonyme (A.Ş.)               | Koç Holding Çukurova Holding Fonds d'assurance des dépôts d'épargne | 1944      | ISE-100  |